# Emerillon jezik
Emerillon jezik (ISO 639-3: eme; emereñon, emerilon, melejo, mereo, mereyo, teco), jezik Emerillon Indijanaca koji se govori uz rijeke Ouaqui, Camopi i Oiapoque u Francuskoj Gijani, nekada i u susjednom dijelu Brazila.
Emerillon pripada porodici tupi-guarani, skupini oyampi (VIII). 400 govornika (2001); 200 (1987 Cheryl Jensen).

## Vanjske poveznice
- Ethnologue (15th)